# フランキー・サエンズ
フランキー・サエンズ（Frankie Saenz、1980年8月12日 - ）は、アメリカ合衆国の男性総合格闘家。アリゾナ州フェニックス出身。ファイト・レディー所属。元KOTC世界フライ級王者。フランキー・サエンツとも表記される。

## 来歴
レスリングを学び、2009年にプロ総合格闘技デビュー。

### KOTC
2013年5月25日、KOTC世界フライ級（-61kg）タイトルマッチでマーヴィン・ガルシアと対戦し、リアネイキドチョークで一本勝ちを収め王座獲得に成功した。
2013年9月28日、KOTC世界フライ級（-61kg）タイトルマッチでタイラー・ビアレツキと対戦し、リアネイキドチョークで一本勝ちを収め初防衛に成功した。
2014年2月22日、KOTC世界フライ級（-61kg）タイトルマッチでマーヴィン・ブルーマーと対戦し、ドクターストップでTKO勝ちを収め2度目の防衛に成功した。

### UFC
2014年8月16日、UFC初参戦となったUFC Fight Night: Bader vs. St. Preuxでノーラン・ティックマンと対戦し、3-0の判定勝ちを収めた。
2015年2月22日、UFC Fight Night: Bigfoot vs. Mirでバンタム級ランキング8位のユーリ・アルカンタラと対戦し、判定勝ちを収めた。
2015年12月12日、UFC 194でバンタム級ランキング4位のユライア・フェイバーと対戦し、0-3の判定負けを喫した。
2016年7月23日、UFC on FOX 20でバンタム級ランキング15位のエディ・ワインランドと対戦し、スタンドパンチの連打でTKO負け。
2017年1月15日、UFC Fight Night: Rodriguez vs. Pennでアウグスト・メンデスと対戦し、1-2の判定負け。ファイト・オブ・ザ・ナイトを受賞した。

## 戦績

### プロ総合格闘技
| 総合格闘技 戦績 | 総合格闘技 戦績 | 総合格闘技 戦績 | 総合格闘技 戦績 | 総合格闘技 戦績 | 総合格闘技 戦績 | 総合格闘技 戦績 |
| --------------- | --------------- | --------------- | --------------- | --------------- | --------------- | --------------- |
| 17 試合         | (T)KO           | 一本            | 判定            | その他          | 引き分け        | 無効試合        |
| 12 勝           | 3               | 2               | 7               | 0               | 0               | 0               |
| 5 敗            | 2               | 0               | 2               | 1               | 0               | 0               |

| 勝敗 | 対戦相手               | 試合結果                           | 大会名                                                               | 開催年月日     |
| ×    | ジョナサン・マルチネス | 3R 0:57 TKO（左膝蹴り→パウンド）   | UFC Fight Night: Brunson vs. Shahbazyan                              | 2020年8月1日   |
| ×    | マルロン・ヴェラ       | 1R 1:25 TKO（左ジャブ→パウンド）   | UFC Fight Night: Thompson vs. Pettis                                 | 2019年3月23日  |
| ○    | エンリー・ブリオネス   | 5分3R終了 判定3-0                  | UFC Fight Night: Maia vs. Usman                                      | 2018年5月19日  |
| ○    | メラブ・ドバリシビリ   | 5分3R終了 判定2-1                  | UFC Fight Night: Swanson vs. Ortega                                  | 2017年12月9日  |
| ×    | アウグスト・メンデス   | 5分3R終了 判定1-2                  | UFC Fight Night: Rodriguez vs. Penn                                  | 2017年1月15日  |
| ×    | エディ・ワインランド   | 3R 1:54 TKO（スタンドパンチ連打）  | UFC on FOX 20: Holm vs. Shevchenko                                   | 2016年7月23日  |
| ×    | ユライア・フェイバー   | 5分3R終了 判定0-3                  | UFC 194: Aldo vs. McGregor                                           | 2015年12月12日 |
| ○    | サーワン・カカイ       | 5分3R終了 判定2-1                  | UFC Fight Night: Teixeira vs. St. Preux                              | 2015年8月8日   |
| ○    | ユーリ・アルカンタラ   | 5分3R終了 判定3-0                  | UFC Fight Night: Bigfoot vs. Mir                                     | 2015年2月22日  |
| ○    | ノーラン・ティックマン | 5分3R終了 判定3-0                  | UFC Fight Night: Bader vs. St. Preux                                 | 2014年8月16日  |
| ○    | マーヴィン・ブルーマー | 4R終了時 TKO（ドクターストップ）   | KOTC: Radar Lock 【KOTC世界フライ級タイトルマッチ】                  | 2014年2月22日  |
| ○    | タイラー・ビアレツキ   | 1R 4:53 リアネイキドチョーク       | KOTC: Boiling Point 【KOTC世界フライ級タイトルマッチ】               | 2013年9月28日  |
| ○    | マーヴィン・ガルシア   | 2R 4:10 リアネイキドチョーク       | KOTC: World Championships 【KOTC世界フライ級タイトルマッチ】         | 2013年5月25日  |
| ○    | ジェイド・ポーター     | 5分3R終了 判定2-0                  | Coalition of Combat: Pound for Pound 【COCフェザー級タイトルマッチ】 | 2012年9月15日  |
| ×    | ジェフ・フレッチャー   | 1R 4:12 失格（グラウンドの膝蹴り） | WFF 8: Fight at the Fields 【WFFフェザー級タイトルマッチ】           | 2012年5月12日  |
| ×    | コーディ・ユアール     | 1R 2:34 KO（パンチ）               | TCF: Rumble at the Ranch 2                                           | 2011年11月5日  |
| ○    | マイケル・パーカー     | 1R 3:08 TKO（パンチ連打）          | World Fighting Federation 7 【WFFフェザー級王座決定戦】              | 2011年10月22日 |
| ○    | ルーベン・ゴンザレス   | 5分3R終了 判定3-0                  | TCF: Rumble at the Ranch 1                                           | 2011年4月23日  |
| ○    | ケネス・メンドーサ     | 1R 4:26 TKO（パンチ連打）          | World Fighting Federation                                            | 2010年10月16日 |
| ○    | エドウィン・ルイス     | 3分3R終了 判定3-0                  | Rage in the Cage 137                                                 | 2009年11月14日 |

### アマチュア総合格闘技
| 勝敗 | 対戦相手               | 試合結果          | 大会名                     | 開催年月日    |
| ○    | ジェイス・クロフォード | 3分3R終了 判定3-0 | Strikeforce Challengers 10 | 2010年8月13日 |

## 獲得タイトル
- WFFフェザー級王座（2012年）
- COCフェザー級王座（2012年）
- 第11代KOTC世界フライ級王座（2013年）

## 表彰
- ブラジリアン柔術 青帯
- UFC ファイト・オブ・ザ・ナイト（1回）